# Аджатар (посёлок)
Аджатар — упразднённый населённый пункт в Чебаркульском районе Челябинской области России. Находился на территории современного Шахматовского сельского поселения.

## География
Аджатар расположен был при одноимённой платформе, железнодорожной линии Бердяуш — Челябинск-Главный, между остановочными пунктами 2042 км и 2047 км. Ближайший населённый пункт — деревня Кугалы Чебаркульского района Челябинской области. Более крупные соседние населённые пункты — село Шахматово (3 км юго-западнее) и посёлок Бишкиль (6 км восточнее). Расстояние до районного центра, города Чебаркуль — 20 км.

## История
Населённый пункт появился при строительстве железной дороги. В селении жили семьи тех, кто обслуживал железнодорожную инфраструктуру разъезда.
На 1970 год входил в Травниковский сельсовет, 29 декабря того же года прекратил существование — исключён из учётных данных.

## Население
На 1970 год постоянное население отсутствовало.

## Инфраструктура
Электрическая подстанция «Челябинская».
Основой экономики было обслуживание путевого хозяйства.

## Транспорт
Платформа Аджатар Челябинского региона Южно-Уральской железной дороги с пригородным сообщением в сторону Челябинска и Миасса. По состоянию на сентябрь 2024 года на платформе останавливаются 3 пары поездов.
Просёлочные дороги соединяют платформу с соседними населёнными пунктами. Ближайшая автобусная остановка — в деревне Кугалы, автобус до Чебаркуля следует 3 раза в день.